# Auroraorden
Aurora-orden är ett svenskt ordenssällskap som grundades av kryddkrämaren och stadsmajoren Zackarias Strindberg, kamreraren R. Kock, skräddaren P.M. Ring, fabrikören L.C. Hasselgren och ingenjören Johan Löfgren den 21 november 1815. Orden var en fortsättning på sällskapet Nytta af Enighet. Man ägnade sig åt dans, musik och amatörteater, ledande själ var Zacharias Strindberg som själv skrev några teaterpjäser och var förste stormästare. Strindberg efterträddes av kammarrådet Grundén, vid vars död 1835 sällskapet upplöstes. Det i stället bildade Nya sällskapet blev kortlivat. Bland dess medlemmar märks Edvard Swartz och Lars Johan Hierta.
1920 återupplivades sällskapet med ett allvarligare program.
År 1950 hade den 310 medlemmar. Den styrs av en så kallad stormästare och det finns tio grader att avancera mellan.
Målsättningen för orden kan enligt dem själva sammanfattas som att "orden vill förmedla etiska levnadsregler till sina medlemmar, dock med uteslutande av religiösa och partipolitiska frågor."
Orden hade tidigare lokal i Kirsteinska huset.